# Biblia de Borso de Este

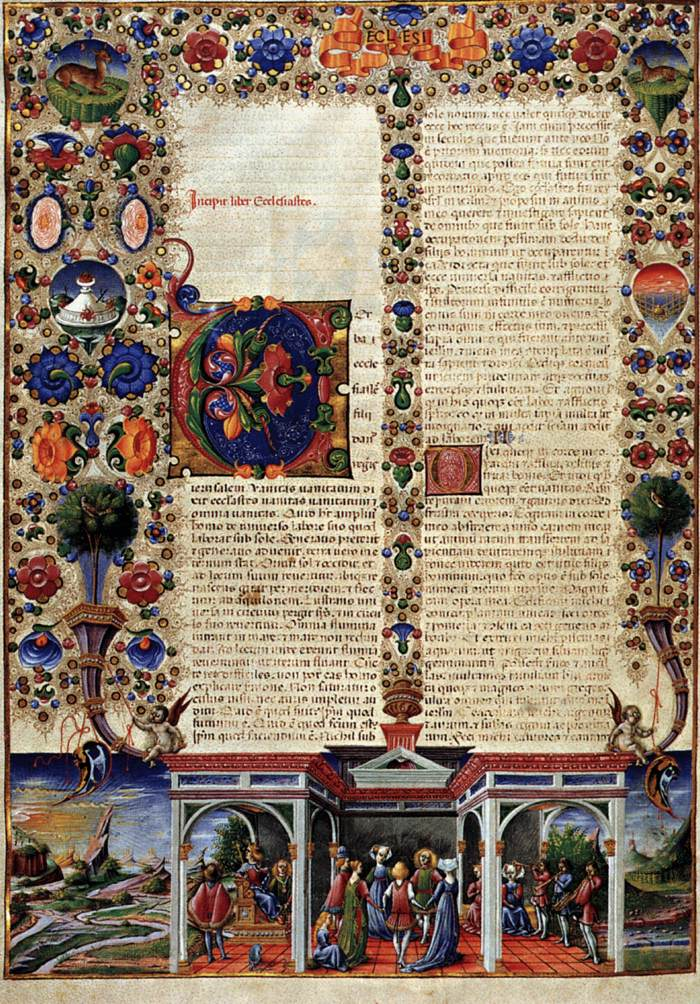
Página de la Biblia de Borso de Este.

La Biblia de Borso de Este o Breviario de Ercole es una biblia iluminada sobre pergamino del primer renacimiento, realizada en Ferrara durante los años 1455-61 por encargo de Borso de Este (1413-20 de agosto de 1471) primer duque de Ferrara desde 1450 hasta su muerte. En 1937 la Biblia de Borso d'Este fue reproducida en una edición limitada por Bestetti Edizioni d'Arte que hoy tiene un alto valor de subasta considerada como una obra de arte.

## Historia
En Ferrara, el duque Borso de Este, un miembro de la Casa de Este, patrocinó la creación de manuscritos latinos y griegos, verdaderas obras maestras del arte de la iluminación, entre ellos, la famosa Biblia, llamada también Breviario Ercole, uno de los libros más bellos del renacimiento.
Entre 1455 y 1461 en Ferrara, Taddeo Crivelli (1425-1479) y Franco dei Russi (activo entre 1453-1482), Guglielmo Giraldi (activo entre 1445-1490), Gerolamo da Cremona (activo entre 1451-1483) y otros artistas menores iluminaron una Biblia que constaba de dos volúmenes con un total de 1230 páginas, cubiertas con versos ricamente decorados con miniaturas. El texto fue escrito por Pietro Paolo Marone. El coste total de ejecución fue de alrededor de 5000 liras de entonces.
El iluminador principal de la Biblia fue Taddeo Crivelli, el cual combina un estilo lineal y expresivo del gótico tardío y una imaginación sofisticada inspirada en Belbello da Pavía y fue el que dio el tono general a toda la realización.
De hecho, el estilo del manuscrito iluminado refleja la transición del gótico tardío en el arte de principios del renacimiento.
Alrededor de 1859 el ducado fue incorporado al Estado italiano así como Módena y Reggio. Francesco V en su huida se llevó con él unas cuantas tablas pequeñas, libros valiosos y la famosa Biblia de Borso de Este, que más tarde fue recuperada por el Estado italiano y regresó a Módena después de la Primera Guerra Mundial gracias al senador Treccani, que la había adquirido en una subasta.
Desde entonces la Biblia se conserva en la Biblioteca Universitaria de Estense de Módena.

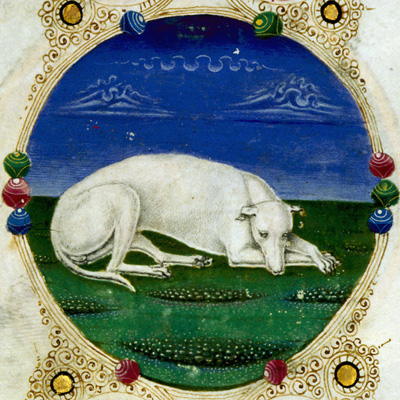
Animales.
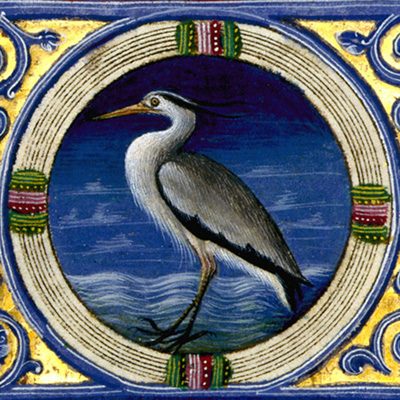
Animales.
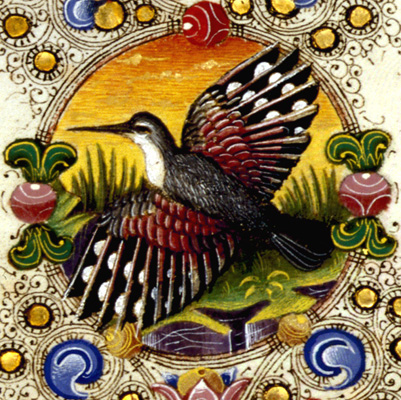
Animales.
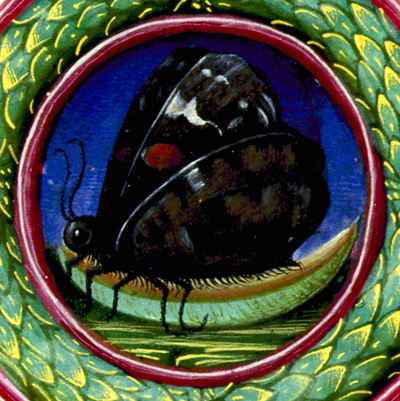
Animales.